# Drone Champions League
Die Drone Champions League (DCL) ist eine Rennserie im internationalen FPV Racing Sport und ist die einzig internationale professionelle Drone-Racing-Liga. Sie trägt ihre Rennen auf der ganzen Welt an unterschiedlichen Schauplätzen aus, darunter Innenstädte, historische Stätten und landschaftlich markante Orte. Charakteristisch für die DCL ist die Verbindung von physischen und virtuellen Rennen: So finden Wettbewerbe sowohl als Real-Life-Format, als auch in virtuellen Nachbildungen realer oder fiktiver Locations, so genannten Digital Twins, statt.
Mit bis zu 160 km/h werden die Quadrocopter, auch Race-Drohnen genannt, mittels First-Person-View-Brillen durch eine dreidimensionale Rennstrecke gesteuert.
Hauptsitz der Drone Champions League ist in Liechtenstein.

## Geschichte
Die DCL wurde 2016 ins Leben gerufen. Es folgten Rennen an zahlreichen Schauplätzen auf der ganzen Welt, darunter Reutte (Tirol, Österreich), Salina Turda (Rumänien), Champs-Élysées (Paris) und der Zürichsee (Schweiz). Aufgrund der COVID-19-Pandemie wurde die Saison 2020 erstmals virtuell ausgerichtet. Seitdem wurden die Bewerbe an zahlreichen weiteren virtuellen und realen Orten ausgetragen, beispielsweise abermals am Zürichsee und in Laax (Schweiz), Abu Dhabi (Vereinigte Arabische Emirate) und al-ʿUla (Saudi-Arabien).

## Reglement und Rennformat
Die Drone Champions League (DCL) veranstaltet sowohl physische als auch virtuelle Rennen. Seit 2025 besteht jede Saison aus drei Cups: Dem Falcon Cup, dem Eagle Cup und dem Hawk Cup mit 14 Matches pro Cup im K.-o.-System.

## DCL: The GAME und E-Sport
Ein Alleinstellungsmerkmal der Drone Champions League ist die enge Verzahnung mit E-Sport. Die Veranstalter haben eine eigene Rennsimulation namens “DCL – The Game” entwickelt, die 2019 für PC, Xbox und Playstation veröffentlicht wurde. Durch die so genannte Draft Selection ermöglicht DCL: The GAME es Spielern, auch in Profi-Teams aufgenommen zu werden.

## DCL Saison 2017
Nach dem Debüt im August und November 2016 in Reutte (Tirol, Österreich) und Salina Turda (Rumänien) startete die DCL im Juni 2017 in die erste offizielle Saison mit dem Eröffnungsrennen auf den Champs-Élysées in Paris mit 150.000 Zuschauern. Die Tour 2017 führte die DCL anschließend nach Vaduz (Liechtenstein), wo der FL1 Grand Prix direkt vor dem Landesregierungsgebäude abgehalten wurde. Das dritte Rennen – Grand Prix Brussels – fand am Mont des Arts (Kunstberg) in Brüssel (Belgien) statt. Der letzte Tourstop vor dem großen Finale war bereits zum zweiten Mal in Salina Turda (Rumänien). Das Saisonfinale wurde in der denkmalgeschützten Klinker-Halle „Station Berlin“ in Berlin (Deutschland) ausgetragen, wo NEXXBlades Racing aus Großbritannien als Gesamtsieger hervorging.

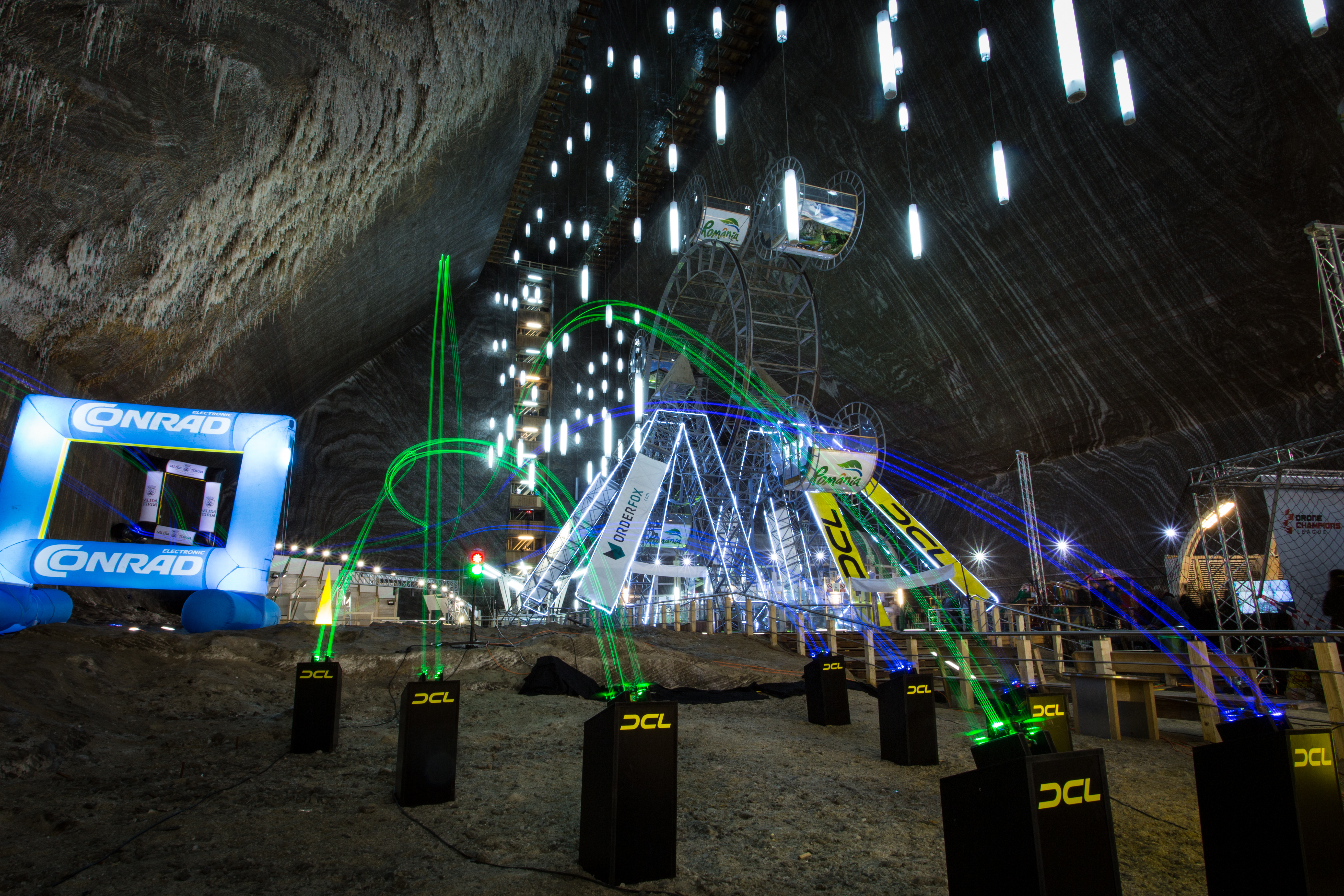
Grand Prix Salina Turda 2017

Insgesamt waren neun Teams in der Drone Champions League 2017 vertreten:
- NEXXBlades Racing (Großbritannien) – Championship Sieger 2017[34]
- NEXXBr Freeflow (Großbritannien)
- Conrad Racing (Deutschland)
- FPVRACING.CH (Schweiz)
- Rotorama (Tschechien)
- Flyduino KISS Racing (Deutschland)
- Immersion Racing (International)
- GEMFAN (International)
- Wild Prop (International)

## DCL Saison 2018

### Teams 2018

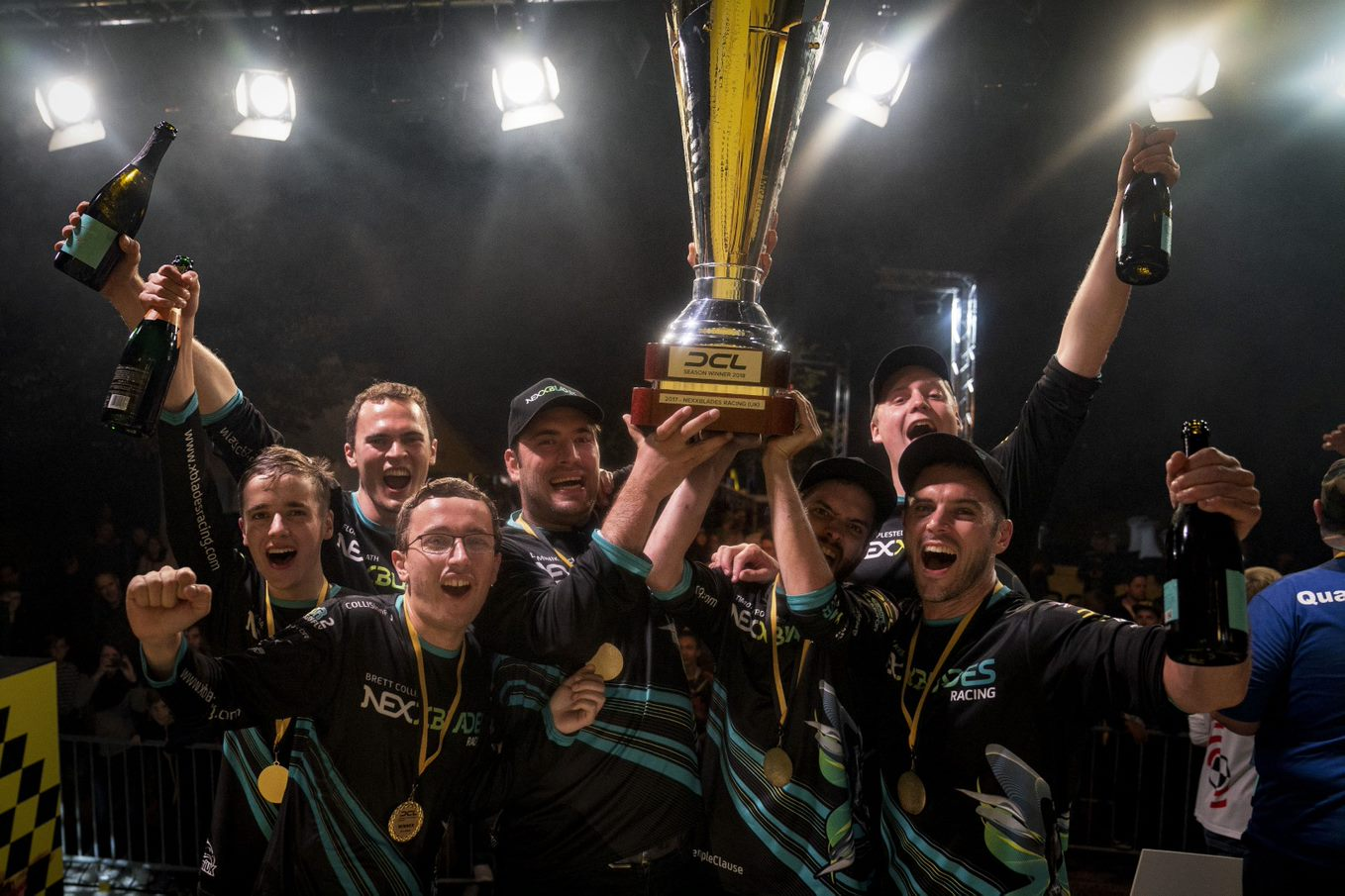
NEXXBlades Racing – Gesamtsieger DCL 2018

Folgende Teams hatten einen fixen Startplatz in der DCL Saison 2018:
- NEXXBlades Racing (Großbritannien)
- Quad Force One (USA)
- Rotorama (Tschechien)
- DMM Raiden Racing (Japan)
- Air Carvers Germany (Deutschland)
- Swiss Black Kites (Schweiz)
- China Dragons (China)

### Drone Prix Munich (München, Deutschland)
Den Auftakt der Saison 2018 hielt die DCL im Olympiapark in München mit dem Drone Prix Munich ab.
Sieger Tag 1: Rotorama
Sieger Tag 2: NEXXBlades Racing

### Drone Prix Madrid (Madrid, Spanien)
Im Rahmen der Expodronica in Madrid wurde das nächste Rennen in der Stierkampfarena „Plaza de Toros Las Ventas“ in Madrid ausgetragen.
Sieger Tag 1: NEXXBlades Racing
Sieger Tag 2: Quad Force One

### Drone Prix Beijing (W-Town, Simatai Great Wall, Peking, China)
Das dritte Rennen fand bei Simatai, einem Abschnitt der Chinesischen Mauer statt.

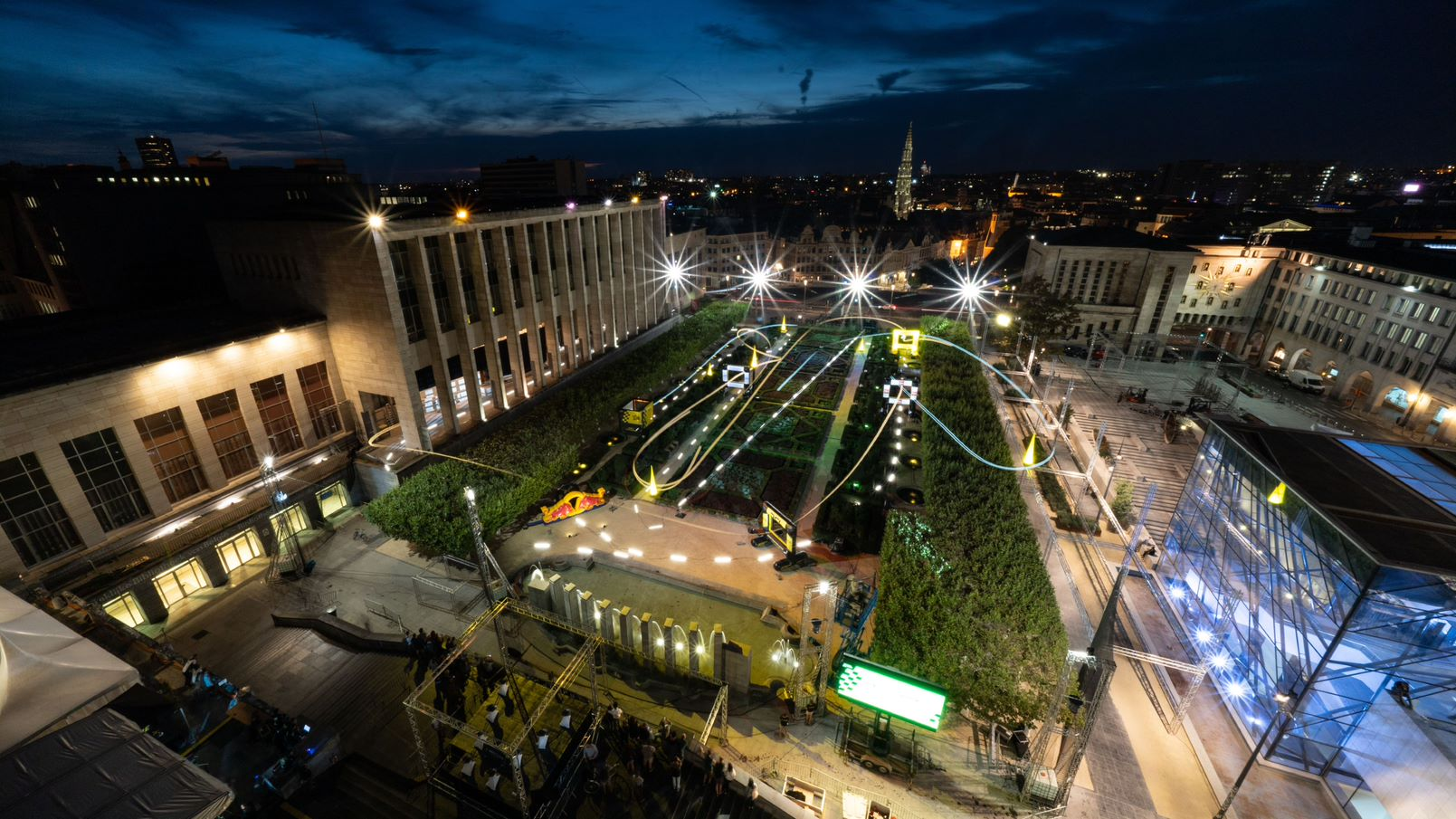
Drone Prix Brussels

Sieger Tag 1: Rotorama
Sieger Tag 2: NEXXBlades Racing

### Drone Prix Brussels (Brüssel, Belgien)
Brüssel war auch in der DCL Saison 2018 Austragungsort für ein Rennen, welches erneut am Mont des Arts (Kunstberg) abgewickelt wurde.
Sieger Tag 1: NEXXBlades Racing
Sieger Tag 2:NEXXBlades Racing

### Drone Prix Lake Zurich (Rapperswil-Jona, Schweiz)
Das Saisonfinale der DCL 2018 ging in Rapperswil-Jona am Zürichsee vonstatten – direkt am Schloss Rapperswil.
Sieger Tag 1: NEXXBlades Racing
Sieger Tag 2: NEXXBlades Racing
Beim DCL Saisonfinale 2018 in Rapperswil ging NEXXBlades Racing als Titelverteidiger und Gesamtsieger hervor.

## DCL Saison 2023
Das Split 2 Final der Saison 2023 fand am 17. und 18. November 2023 in Abu Dhabi statt. Dieses konnte das britische Team Xblades Racing für sich entscheiden. Austragungsort des Superfinal der Saison 2023 war AlUla in Saudi-Arabien, wo das Finale am 23. Dezember 2023 stattfand. Auch im Superfinal konnte sich Xblades Racing durchsetzen und somit als Sieger der Saison 2023 hervorgehen.

## DCL Saison 2024

### Teams 2024
Folgende Teams haben einen fixen Startplatz in der DCL Saison 2024:
- Quad Force One
- Raiden Racing
- Cyclone Drone Racing
- SDT Spain Drone Team
- China Dragons
- Mach One, All-Female team
- DCL-Wildcard-Team

Austragungsort des Split 1 Final der Saison 2024 war der Yas Marina Circuit in Abu Dhabi. Das Finale fand dort am 25. und 26. April 2024 im Zuge der DRIFTx, einer Messe für smarte und autonome Mobilität, sowie der Premiere der A2RL – Abu Dhabi Autonomous Racing League statt. Dieses konnte Das Team Cyclone Drone Racing für sich entscheiden. Im Zuge des Events wurde auch die DCL Big Drone, eine 98 Kilogramm schwere und bis zu 140 km/h schnelle Drohne, in der auch ein Mensch platz nehmen kann, präsentiert.

## STEM und Weiterbildung
Neben den Rennformaten liegt ein Fokus auf der Weiterbildung junger Menschen. Gemeinsam mit UNICEF und A2RL (Abu Dhabi Autonomous Racing League) wurde 2025 ein STEM Program ins Leben gerufen, um 100 Studenten aus den Vereinigten Arabischen Emiraten in den Bereichen Dronentechnologie, Datenanalyse und Innovation weiterzubilden.